# Pedro Cornejo de Pedrosa
Pedro Cornejo de Pedrosa (Salamanca, España, 1536-31 de marzo de 1618) fue un historiador y religioso carmelita español.

## Biografía
Ingresó en los carmelitas muy joven, tal como era costumbre en la época. Con el auge de la Liga Católica se mudó a Francia para contribuir a su defensa. Al regresar a España recibió honores de manos de Felipe III de España.
Fue catedrático de la Universidad de Salamanca en las áreas de filosofía escolástica y aristotélica. Posteriormente fue nombrado rector de la orden en Castilla.

## Obras
- Sumario de las guerras civiles y causas de la rebellion de Flandes (1577).
- Origin de la civil disensión en Flandes (1579).
- Compendio y breve relación de la Liga (1591).
- Diversarum materiarum (1628).
- In tertiam partem S. Thomae commentaria (1629).
- De Inmaculata Virginis Mariae Conceptionae opus.
- Commentaria in sententiarum libros Francisci Bachonis, Carmelitae.